# Vương Liên
Vương Liên (giản thể: 王连; phồn thể: 王連; bính âm: Wang Lian; ? – 223), tự Văn Nghi (文儀), là đại thần nhà Quý Hán thời Tam Quốc trong lịch sử Trung Quốc.

## Cuộc đời
Vương Liên quê ở quận Nam Dương (Kinh Châu), vào Tây Xuyên thời Lưu Chương nắm quyền, được Chương bổ nhiệm làm Huyện lệnh huyện Tử Đồng. Năm 212, Lưu Bị khởi binh, tiến quân về Thành Đô. Vương Liên đóng chặt cửa thành, kiên quyết không đầu hàng. Lưu Bị vì thế coi trọng Liên, ra lệnh cho quân đội không được công thành, đi đường vòng tiếp tục hành quân.
Năm 214, Lưu Bị tiếp quản Tây Xuyên, phong Vương Liên làm Huyện lệnh Thập Phương, rồi Huyện lệnh Quảng Đô, đều có chính tích. Vương Liên lại được phong làm Tư diêm Hiệu úy, giúp diêm nghiệp phát triển, tăng nguồn thu cho quốc khố. Trong thời gian này, Vương Liên đề bạt Lã Nghệ, Đỗ Kỳ, Lưu Cán, về sau đều làm quan lớn. Liên sau đó được thăng làm Thái thú Thục quận, Hưng nghiệp tướng quân, quản lý ngành muối và sắt.
Năm 223, thời Hậu chủ, Vương Liên được phong làm Đồn kỵ Hiệu úy, Thừa tướng phủ Trưởng sử, phong tước Bình Dương đình hầu. Khi ấy Tiên chủ mới băng, Nam Trung bị Sĩ Nhiếp kích động nổi loạn, thừa tướng Gia Cát Lượng muốn thân chinh, Vương Liên can rằng: Đó là đất nghèo túng, ôn dịch lại nhiều, không xứng để một người được cả nước kính ngưỡng như Thừa tướng phải đích thân đi. Gia Cát Lượng vẫn quyết ý xuất quân, nhưng thấy Vương Liên can gián thành khẩn nên tạm dừng lại một thời gian. Không lâu sau Vương Liên mất.

## Gia đình
- Vương Sơn (王山), con trai của Vương Liên, tập tước Bình Dương đình hầu, quan tới Thái thú Giang Dương.[1]

## Trong văn hóa
Trong tiểu thuyết Tam quốc diễn nghĩa, Vương Liên xuất hiện ở hồi 87, phản đối Gia Cát Lượng nam chinh Mạnh Hoạch.